# Karl Deutsch
Pour les articles homonymes, voir Deutsch.
 (septembre 2022).
Si vous disposez d'ouvrages ou d'articles de référence ou si vous connaissez des sites web de qualité traitant du thème abordé ici, merci de compléter l'article en donnant les références utiles à sa vérifiabilité et en les liant à la section « Notes et références ».
Karl Wolfgang Deutsch, né le 21 juillet 1912 à Prague et mort le 1er novembre 1992 à Cambridge, est un universitaire d'origine tchécoslovaque spécialisé en science politique et en relations internationales. En 1945, il contribue à la fondation de l'ONU en participant à la conférence de San Francisco, et occupe des postes de professeur au MIT, à Yale et à Harvard entre 1945 et 1983. Il est à l'origine des concepts de mobilisation sociale et de communauté de sécurité.

## Biographie
Karl Wolfgang Deutsch est né le 21 juillet 1912 à Prague et mort le 1er novembre 1992 à Cambridge. Sa mère Maria Scharf est une des premières parlementaires tchécoslovaques et est très investie dans les causes politiques nationales et internationales. Deutsch est un juif d’origine allemande et nationalisé américain. Il vit les deux guerres mondiales. Ses travaux s’appuient essentiellement sur la Seconde Guerre mondiale.
Il étudie d’abord à la Deutsch Universität en 1934. Il se réfugie ensuite en Angleterre à cause d’une présence nazi trop forte dans son université et revient en 1938 pour étudier le droit à la Charles University. Il obtient sept doctorats issus d’universités américaines, allemandes et suisses dont un à l’université d’Harvard grâce à une bourse.
Pendant deux décennies, il est une des figures internationales majeures en science politique et en relations internationales. Il est très optimiste et veut rendre le monde meilleur. Ce pro-européen considère que la science politique doit être considérée comme une branche de la médecine.
Il est professeur à l’Institut de technologie de Massachusetts (Massachusetts Institute of Technology ou MIT) de 1945 à 1956, puis à Yale de 1956 à 1967. Il devient ensuite professeur de gouvernement à Harvard et est nommé professeur Stanfield de paix international dans la même université, où il travaille jusqu’en 1983.
Karl Deutsch est auteur ou coauteur de 40 livres et une centaine d’articles scientifiques. Son premier livre Nationalism and social communication est un monument dans le domaine. Il tente d’y expliquer que le racisme et le fratricide sont les causes de la guerre. Il veut également trouver les causes et les effets du nationalisme dans son œuvre. Il invente deux concepts : la mobilisation sociale et la communauté de sécurité.
Son parcours l’amène à contribuer à de grands projets sur les questions de renseignement, de la sécurité et de la paix internationale. Lors de la Seconde Guerre mondiale, il travaille ainsi pour l’Office des Services Stratégiques (Office of Strategic Services), ancêtre de l’Agence d’Intelligence Artificielle connue sous le nom de la CIA. Il contribue également à la fondation de l'ONU en participant à la conférence de San Francisco en 1945.
Deutsch est membre de plusieurs académies dont l'Académie nationale des sciences. Il est également président de l’International Political Science Association et de la Society for General Systems Research.
Il accorde une réelle importance à la méthodologie et crée d’ailleurs plusieurs institutions de récolte de données comme le Yale Political Data Program ou l’International Institute of Comparative Social Research au centre de science à Berlin.

### Apports académiques
Deutsch influence la sphère académique, non seulement par ses nombreuses publications, mais aussi par la manière dont il donne ses cours. Son engagement dans l’enseignement se manifeste à la fois dans les cours magistraux et les séminaires. Ses présentations, bien que souvent improvisées, combinent toujours réflexion et profondeur. Il donne un nombre incalculable de conférences à Yale, et chacune est clôturée par une ovation de l’assemblée. En 1965, Yale lui décerne le prix William Benton pour le remercier de son engagement qui a eu pour effet de stimuler et maintenir l’intérêt politique sur le campus.
Ses aptitudes pédagogiques sont ainsi été révélées dans deux manuels influents que sont The Analysis of International Relations et Politics and Government, qui non seulement rendent accessibles des bases solides aux étudiants, mais stimulent aussi leur engagement dans des analyses sérieuses de phénomènes politiques. Par ailleurs, nombre des intellectuels qui l’entourent par la suite sont de ses anciens étudiants.
Deutsch accorde également une grande importance aux conférences qu’il donne en tant qu’invité en dehors des États-Unis. Il ne compte pas le temps passé à échanger et à débattre sur ses domaines. Il est connu pour sa rapidité et sa spontanéité à associer des idées et constamment rechercher plus de données et d’information pour enrichir sa recherche.
Même si en ce faisant il prend le risque de considérer des idées qui pourraient par la suite s’avérer être erronées, la quantité de ses recherches suscite une réelle émulation autour de son travail.
Dans ses relations avec ses étudiants, Deutsch est très interactif, encourageant et pédagogue. Il s’investit au-delà de son rôle classique de professeur, en épaulant ses étudiants dans la vie professionnelle et autres opportunités. Il écrit plusieurs articles et livres en collaboration avec des étudiants. De plus, nombre de ses anciens étudiants sont à leur tour devenu célèbres par la suite.
Son travail contribue directement ou indirectement à différents aspects de la science politique. Dans plusieurs domaines il révolutionne académiquement la pensée et la recherche : on peut notamment citer la formation de la communauté politique à grande échelle aux niveaux national et international ; les approches cybernétiques de la politique et de la société ; ainsi que le développement et l’utilisation de données quantitatives pour tester et reformuler les théories politiques.

## Théories

### Sciences sociales et méthode
Son approche des sciences sociales influence le reste de son œuvre ainsi que sa vision des relations internationales. On lui dénombre 4 caractéristiques principales : son béhavioralisme ; son approche scientifique systématique et évidente qui se soucie de confronter la validité de ses thèses à des études de cas ; sa méthode comparative et la polyvalence des sujets d’étude qu’il traite.
Il « postule l’unicité de la démarche scientifique et l’unité des sciences sociales » et fonde son approche du comportement politique sur l’étude des attitudes et comportements individuels davantage que sur les institutions ou sur nature humaine guidée par la soif de pouvoir. Cela s’applique également à sa définition du politique qui serait « un comportement coopératif entre acteurs liés entre eux par des flux de communication et non comme un jeu à somme nulle entre acteurs en compétitions pour l’accès à la puissance ».
Il se place comme l’un des auteurs majeurs du systémisme[réf. nécessaire] (importance accordée à l’analyse des interactions entre acteurs plutôt qu’aux acteurs eux-mêmes). On compte deux influences majeures à Deutsch : Talcott Parsons et Norbert Wiener.
Du premier, il reprend les travaux sur la pérennité des systèmes sociaux pour les adapter à la sphère politique. Il fonctionne de la même façon que T. Parsons qui émet des critères de pérennité, parmi lesquels : la capacité à maintenir un système propre de valeur ; la capacité d’adaptation à son environnement ; la capacité à réaliser les objectifs fixés et enfin, l’intégration en un tout cohésif les différents groupes d’une société. Ces critères sont assurés par différents acteurs sociaux, le système de valeur est pérennisé par les familles ; l’adaptation revient à la charge des secteurs économiques et scientifiques ; le gouvernement fait en sorte de remplir les objectifs quant à l’intégration, elle est assurée par la communication, l’éducation et la religion. Ainsi, l’analyse de Parsons sur la pérennité d’un système social est transférée par Deutsch pour définir les critères de durabilité d’un système politique.
Du second, le mathématicien N. Wierner, Karl Deutsch utilise le concept de cybernétique pour développer des indicateurs capables de mesurer le niveau de cohésion d’un système politique. Il est d’ailleurs reconnu pour avoir largement contribué au développement de l’analyse quantitative de données politiques et sociales en instituant des banques de données ou en publiant des ouvrages tels que Le dictionnaire de données quantifiées (1964) dans lequel «il établit une liste d’indicateurs quantifiés parmi lesquels des critères démographiques, budgétaires ou sociaux et y classe les pays dans un ordre décroissant ». Par exemple dans son ouvrage Nationalism and Social Communication, il procède par la construction d’une liste d’indicateurs quantitatifs à partir de statistiques historiques ce qui permet une confrontation des hypothèses aux données empiriques.
Pour Karl Deutsch il y a des fonctions importantes des méthodes quantitatives. Une des fonctions est l’élaboration et spécification des théories et des connaissances sociologiques existantes. Il conteste l’épistémologie et la méthodologie de Karl Popper. En effet, pour lui, il est indispensable de collecter des postulats existentiels afin d’élaborer des hypothèses. Ces postulats peuvent être positivement confirmés. Les postulats existentiels peuvent être vérifiés par des opérations différentes confirmatives. Lorsque les postulats sont confirmés, l’hypothèse est confirmée par un fait.Tandis que pour Popper, une théorie ne peut être positivement confirmée mais au contraire, elle peut être réfutée.
Cela témoigne autant de son attachement à la vérification théorique de ses travaux plutôt qu’à l’abstraction, que de son statut de grand comparatiste de la seconde moitié du XXe siècle. Il appréhende, en effet, la méthode comparative et l’influence à travers ses travaux sur le processus d’édification stato-nationale ; le nationalisme ou encore la construction européenne et sa théorie de l’intégration.
Le concept de cybernétique selon lequel toutes les organisations partagent certaines caractéristiques essentielles et notamment l’usage de la communication comme moyen fédérateur (l’information serait donc crucial pour le maintien d’un système politique) est repris par Deutsch dans Nationalism and Social Communication. Et ce, afin d’expliquer les situations dans lesquelles les systèmes politiques échouent à recevoir les informations et demandes émises par une société et donc prendre des décisions conséquentes. Le concept de cybernétique est lié à la théorie des systèmes généraux dont l’objet est l’étude des systèmes en général indépendamment de leur contenu ou de leur catégorie. Le but de cette théorie est d’aboutir à une formalisation mathématique des systèmes, sous forme d’équations référentielles qui recouvrent déjà des secteurs importants en physique, biologique et économie. Les systèmes peuvent être catégorisé par niveaux, pour le niveau des systèmes cybernétiques et des mécanismes de contrôle, la transmission de l’information et de en son interprétation sont des éléments essentiels. Un système cybernétique est identifié à un servomécanisme.
Deutsch est l’un des premiers auteurs à étudier l’analogie existante entre les systèmes cybernétiques et les systèmes sociaux. En effet, il s’agit d’une assimilation du système politique à un système cybernétique de contrôle par l’erreur. Il identifie le système de décision politique à un servomécanisme. Cette méthode lui permet de poser des questions importantes vis-à-vis du politique.
Ce modèle que Deutsch développe en usant de deux concepts supplémentaires : L’équilibrium et le feedback.Il présente un potentiel explicatif de la prise de décision au niveau national comme international. Cependant, celui-ci est limité par un manque de données sur la communication.
Karl Deutsch est souvent décrit comme théoricien général pour s’être intéressé à divers sujets d’études et avoir développé des concepts applicables à différents champs d’études des relations internationales à la gouvernance politique.

### Relations internationales
La période phare pour Karl Deutsch dans les théories des relations internationales est celle d’après la seconde guerre mondiale: entre les années 1950 et 1970. Il s’oppose à Hedley Bull qui est considéré comme  traditionaliste. L’apport durable de Deutsch à la théorie des relations internationales réside dans sa pensée en elle-même et pas dans sa méthodologie. Sa théorie des relations internationales se résume dans la notion de communauté de sécurité. Il cherche à travers cette théorie à affirmer que la paix réside dans un sentiment de communauté de la part des États et par une communication entre tous les acteurs.
Deutsch s’oppose au paradigme réaliste qui est le paradigme dominant après la seconde guerre mondiale. Pour lui, la paix est plus facile entre communautés politiques qu’au sein même d’une communauté. Contrairement à Kenneth Waltz qui reconnaît qu’une paix est possible seulement avec la mise en place d’un gouvernement mondial. Il s’oppose à Edward Hallett Carr et aux réalistes d’une manière générale, sur la conception stato-centrée des relations internationales. Pour lui, la politique internationale doit être comprise comme le comportement coopératif entre acteurs liés par des flux de communication et non comme un jeu à somme nulle entre acteurs en compétition pour le pouvoir. Ainsi, l’État est un acteur parmi tant d’autres et n’est pas le référent central dans les relations internationales.
Deutsch part du constat que dans certaines communautés politiques, la guerre et l’attente de la guerre ont été éliminées. Ces communautés sont nommées « communautés de sécurités » (security communities). Elles sont composées de l’ensemble des membres qui ont la conviction que leurs problèmes communs peuvent et doivent être résolus par la voie de procédure institutionnalisée, sans recours à la force. On peut distinguer deux formes concrètes de communautés de sécurité.
La première, la communauté de sécurité unifiée (amalgamated integration) se base sur la fusion d’un État ou plusieurs États, auparavant indépendants, en une entité plus large avec un gouvernement commun. On peut citer comme exemple, les États-Unis contemporains. La seconde forme est qualifiée de pluraliste. Les deux ou plusieurs entités indépendantes l’une de l’autre sont associées au sein d’une communauté mais sans gouvernement commun. Ici, il y a par exemple les États-Unis et le Canada, ou encore la Suède et la Norvège.
Il existe également deux autres formes de communautés politiques, que l’on peut pas qualifier de communautés de sécurité mais qu’il est quand même important de nommer. Les non-communautés de sécurité unifiées qui peuvent être illustrées par l’empire austro-hongrois aux alentours de 1914, mais aussi les non-communautés de sécurité pluralistes qu’illustre bien la relation entre les États-Unis et l’URSS pendant la guerre froide.
Ensuite, il étudie les facteurs qui influencent l’émergence, le maintien des communautés de sécurité existantes, ou inversement faisant défaut, ou en disparaissant, ont soit empêché cette émergence, soit provoqué la désintégration de communautés de sécurité. Pour l’élaboration de la théorie sur les communautés de sécurité, Deutsch travaille dans les années 1950 avec une équipe de chercheurs de l’université de Princeton.
Ce concept illustre par des différentes études de cas sur l’unification des colonies britanniques d’Amérique du Nord, la rupture de cette union au moment de la guerre de Sécession et la réunification qui s’est ensuivie. Ainsi, la création d’une communauté de sécurité unifiée repose sur plus de principes que la communauté de sécurité pluraliste. Elle est plus difficile à obtenir car elle est créée à partir d’un « noyau formateur » mais aussi le respect de certaines conditions sociales.
Ce type d’intégration par amalgame est jugée plus vulnérable, car il est soumis à la rapidité des changements sociaux, l’accroissement brutal de la charge économique, militaire ou politique et l’incapacité des gouvernants à répondre aux nouveaux besoins sociaux. Cet ensemble de facteurs peut conduire à une désintégration. On peut citer par exemple : les États-Unis en 1860, le Nigeria en 1967 ou encore l’union anglo-irlandaise. Tandis que la réalisation de communautés de sécurité pluralistes sont moins contraignantes.
Deutsch compte trois caractéristiques préalables à l’intégration pluraliste. La première repose sur la compatibilité entre les valeurs fondamentales des élites politiques des différents membres de la communauté. La seconde concerne la confiance partagée, la sympathie mutuelle entre les unités. Quant à la troisième, elle concerne le comportement qu’un État adopte face aux actions et aux messages d’un partenaire.
Les communautés de sécurité  pluralistes sont donc plus faciles à obtenir et à préserver. Karl Deutsch considère que celles-ci concilient la paix et l’épanouissement de l'État-nation. Il teste leur théorie d’intégration internationale sur l’intégration européenne et plus précisément sur la Communauté économique européenne. Après un travail de recherche, la conclusion rejoint sa conclusion principale sur le concept de communauté de sécurité. Ils privilégient donc les communautés de sécurité pluralistes au détriment des communautés de sécurité unifiées. Les États européens sont toujours enclins à une Europe unie mais ils se préoccupent en priorité de leur problèmes nationaux, l’intégration européenne apparaît comme secondaire.
Selon Stanley Hoffmann, ils négligent d’autres variables aussi déterminantes telles que l’idéologie, le processus de décision qui sont difficilement analysables en termes de réseaux et de communication.

## Héritage
D’une manière générale, la pensée de Karl Deutsch peut être associée au transnationalisme.
John Burton peut être considéré comme le premier à faire vivre l’héritage de Deutsch avec son modèle de la « toile d’araignée » (cobweb) qu’il oppose au modèle des boules de billard d’Arnold Wolfers. Ainsi, il utilise le paradigme cybernétique à la place du paradigme des puissances et la communication comme base structurante des relations internationales. De plus, il évoque « l’interdépendance inéluctable » provoquée par l’augmentation de tout type de transactions. De manière générale, il poursuit le même objectif que Deutsch: l’augmentation des échanges à l’origine des communautés de sécurité mène à la paix.
Bruce Russett est considéré comme un héritier de Deutsch notamment dans sa théorie de la paix démocratique. Le travail de Russett est inspiré des analyses de Deutsch car c’était un de ses élèves tout comme Donald Puchala et Peter J. Katzenstein.
Quant à son travail sur les communautés de sécurité dans le domaine des études sur les conditions de la paix, Emanuel Adler et Michael Barnett se penchent sur la question dans leur programme de recherche intitulé Security Communities.